# Waldemar Hohenzollern (1868–1879)
Joachim Friedrich Ernst Waldemar (ur. 10 lutego 1868 w Kronprinzenpalais w Berlinie, zm. 27 marca 1879 w Poczdamie) – książę Prus z dynastii Hohenzollernów.
Urodził się jako czwarty syn (szóste spośród ośmiorga dzieci) pruskiego następcy tronu Fryderyka (przyszłego króla Prus i cesarza Niemiec Fryderyka III) i jego żony księżnej Wiktorii. Po śmierci ojca 15 czerwca 1888 kolejnym królem Prus i cesarzem Niemiec został starszy brat Waldemara Wilhelm II.
Książę Waldemar został pochowany w Kościele Pokoju w Poczdamie.